# مبادرة الحدود الثالثة
مبادرة الحدود الثالثة، (بالإنجليزية: Third Border Initiative)‏، هي أحد مجالات السياسة المتعلقة بالولايات المتحدة، ومنطقة البحر الكاريبي. حيث أصبحت العبارة شائعة بشكل خاص من قبل إدارة الرئيس الأمريكي جورج دبليو بوش.
كانت مبادرة الحدود الثالثة إشارة إلى وضع منطقة البحر الكاريبي المتاخمة للولايات المتحدة. وهي السياسة الأيديولوجية القائلة بأن منطقة البحر الكاريبي وراء كندا والمكسيك، هي حدود بحرية للولايات المتحدة.
وتستند المبادرة أيضًا إلى تأسيس الشراكة من أجل الرخاء والأمن في منطقة الكاريبي (1997) بين منطقة البحر الكاريبي والولايات المتحدة. اتفاقية تسمى أحيانًا «اتفاقية بريدجتاون». يتم استكمال هذه الاتفاقية أيضًا مع اتفاقيات أخرى للتعاون البحري بين الولايات المتحدة، ودول منطقة البحر الكاريبي.,